# 薬学の時間
『薬学の時間』（やくがくのじかん）は、ラジオNIKKEI第1放送の『メディカルワイド』枠で放送されている医療情報番組である。企画：日本薬剤師会。放送時間は毎週木曜 20:10 - 20:25 （日本標準時）。

## 概要
1954年8月の開局時（日本短波放送時代）から放送されている長寿番組で、薬剤師向けの内容で放送されている。